# Herman Vermeulen
Pour les articles homonymes, voir Vermeulen.
Herman Vermeulen est un entraîneur belge de football né le 10 novembre 1954.
Il est rentré dans le staff technique du KAA La Gantoise en janvier 1995 et est resté dans ce club dix ans, souvent comme entraîneur adjoint  mais assurant lui-même la direction des joueurs à quatre reprises: en 1998, 2000, 2001 et 2003.
Il entraîne aussi le KV Ostende de janvier à juin 2005, et Saint-Trond VV de juillet 2005 à février 2006. En janvier 2014, alors entraîneur-adjoint d'Oud-Heverlee Louvain, il est nommé T1 jusqu'à la fin de la saison régulière.